# ロンザ (企業)
ロンザグループ（独: Lonza Group AG）は、スイス・バーゼルに本拠を置き、世界30カ国以上で医薬品・ヘルスケア関連製品の開発・製造を行うバイオテクノロジー企業。スイス証券取引所上場企業（SIX: LONN）。日本法人はロンザジャパン株式会社。

## 沿革
1897年にヴァレー州のGampelで設立され、レッチェンタールを流れるロンザ川を利用した電力事業からスタートした。1909年にはVispに移転して合成肥料の製造に着手し、酸や中間体の性質を利用した製品の開発に事業を拡げた。1969年にはアメリカに進出し、同国で同業他社の企業買収を進めた。1974年にはAlusuisseと経営統合を行うが、1999年に同社の化学関連事業を取得したうえで再び分離し、スイス証券取引所の上場企業となった。
1980年には、バイオテクノロジー事業を開始している。
2011年にアメリカ・コネチカット州を拠点とするアーチ・ケミカルズ (Arch Chemical,Inc.) を買収し、殺生物剤の分野における世界最大手となった。2016年9月にアメリカ・カリフォルニア州で栄養成分の研究開発を行うインターヘルス・ニュートラシューティカルズ (InterHealth Nutraceuticals) の買収を完了し、同年12月にはデトロイトに本拠を置くカプセル製剤メーカーのカプスゲル（Capsugel,Inc.）を買収し、グループ会社に加えた。2021年2月、特殊化学事業を売却しバイオ医薬品を軸とするヘルスケア関連事業に経営資源を集中させることを発表した。バイオ医薬品の分野において、ブリストル・マイヤーズ スクイブ、グラクソスミスクライン、サノフィ、テバ・ファーマシューティカル・インダストリーズなど、世界の製薬大手と共同開発事業に参与している。

## ロンザジャパン
日本法人であるロンザジャパンは1980年に設立され、神奈川県相模原市に工場を構え、細胞・分子生物学関連製品・医療関連製品の輸出入や医薬品・健康食品用ハードカプセルの受託製造を行っている。2021年現在は、東京（聖路加ガーデン）や大阪（ピアスタワー）にオフィスを持つ。2014年4月には、アーチ・ケミカルズの日本事業を吸収合併した。
2021年、ロンザ株式会社とカプスゲル・ジャパン株式会社が合併した。